# Adam Sarota
Adam Tomek Sarota (ur. 28 grudnia 1988 w Gordonvale) – australijski piłkarz pochodzenia polskiego występujący na pozycji pomocnika.

## Kariera klubowa
Sarota jako junior grał w Pine Rivers United oraz w niemieckim 1. FC Köln. W 2008 roku wrócił do Australii, gdzie został graczem drużyny Brisbane Strikers z lokalnej ligi Queensland State League. W tym samym roku przeszedł do Queensland Roar z A-League. W tych rozgrywkach zadebiutował 2 listopada 2008 w wygranym 2:1 pojedynku z Newcastle United Jets. W 2009 roku Queensland Roar zmienił nazwę na Brisbane Roar. Sarota grał tam jeszcze przez rok.
W 2010 roku podpisał kontrakt z holenderskim zespołem FC Utrecht. W Eredivisie pierwszy mecz rozegrał 29 sierpnia 2010 przeciwko FC Twente (0:4). W sezonie 2014/2015 był wypożyczony do Brisbane Roar. Następnie wrócił do Utrechtu, a w styczniu 2016 odszedł stamtąd do Go Ahead Eagles, grającego w Eerste divisie. W kwietniu 2016 doznał kontuzji złamania kości strzałkowej, która wyeliminowała go z gry na rok. Po sezonie 2015/2016 odszedł z Go Ahead.
W styczniu 2018 został zawodnikiem Brisbane Strikers, jednak nie rozegrał w jego barwach żadnego spotkania i w tym samym roku odszedł z klubu.

## Kariera reprezentacyjna
W reprezentacji Australii Sarota zadebiutował 10 sierpnia 2011 w wygranym 2:1 towarzyskim meczu z Walią. W latach 2011–2012 w drużynie narodowej rozegrał 3 spotkania.